# 河野旭輝
河野旭輝（1935年1月1日—2014年1月25日），日本棒球選手、教練，出生於和歌山縣和歌山市，曾經效力於日本職棒阪神虎等隊伍，於1967年退休，生涯通算93支全壘打。